# Batalha de M'Bororé
A Batalha de M'Bororé ocorreu entre 11 e 18 de março de 1641 na América do Sul, provavelmente, no atual município de Porto Vera Cruz no Rio Grande do Sul, na qual guaranis que habitavam em reduções dirigidas pelos jesuítas derrotaram os bandeirantes. Foi um importante episódio na história dos trinta Pueblos (Reduções) do Paraguai e da história da Argentina, pois evitou que a região compreendida entre os Rios Uruguai e Paraná, que atualmente pertence à Argentina, se tornasse território brasileiro.

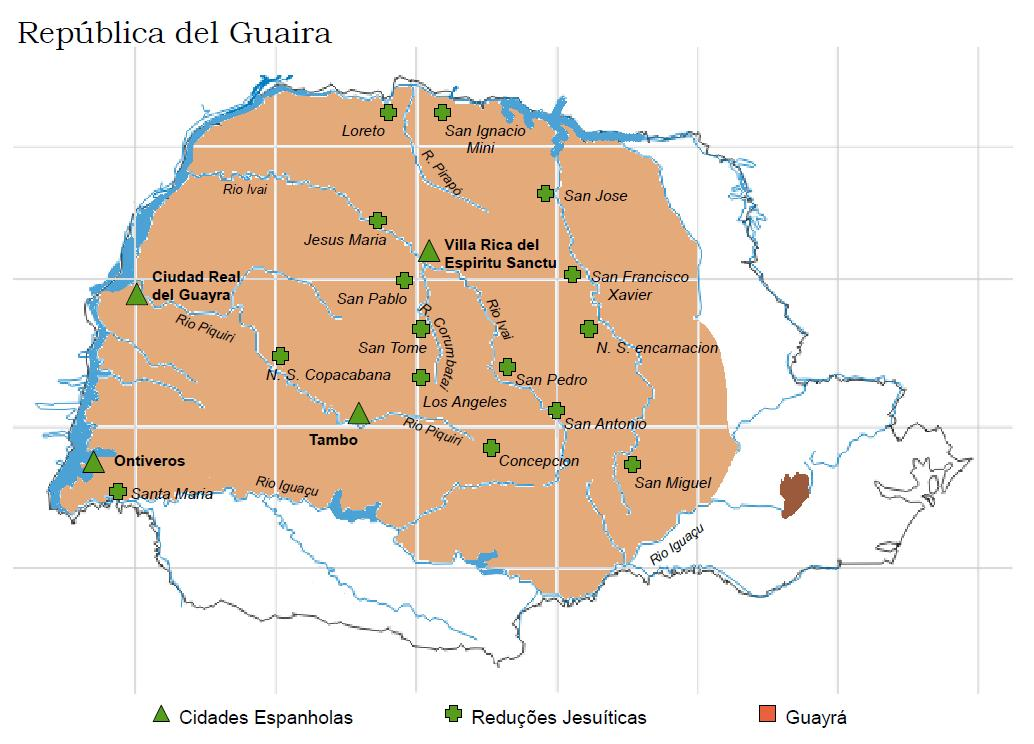
Mapa do estado atual do Paraná mostrando a região do Guayrá em marrom. Missões jesuítas estão marcadas com cruzes e assentamentos espanhóis com triângulos.

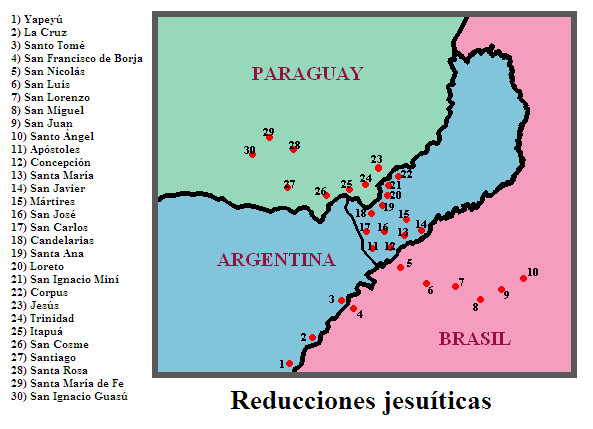
Mapa dos Trinta Povos das Missões, entre Paraguai, Argentina e o Rio Grande do Sul. Os Sete Povos na área cor de rosa.

## Antecedentes
A partir do final da década de 1620 bandeirantes paulistas destruíram diversas reduções dirigidas por jesuítas que agrupavam, principalmente, nativos da etnia guarani em territórios que pertenciam à Coroa da Espanha segundo o Tratado de Tordesilhas, como ocorreu, por exemplo no oeste do território que atualmente pertence ao Estado do Paraná. Como resultado desses ataques muitos nativos foram escravizados, morreram ou tiveram que fugir. Além disso, a Coroa Espanhola deixava de exercer soberania sobre territórios por onde os bandeirantes passaram e tais territórios foram, posteriormente, incorporados ao Brasil.
Para impedir a destruição de mais reduções os jesuítas passaram a destacar integrantes que antes haviam sido militares, dentre eles os irmãos: Juan Cárdenas, Antônio Bernal e Domingo Torres para preparar os guaranis para defender-se e conseguiram armas de fogo para defender as reduções de novos ataques dos bandeirantes.
Os jesuítas Pedro Mola, Cristóvão de Altamirano, Juan de Porras, José Domenech, Miguel Gómez, Domingo de Salazar, Antônio de Alarcón, Pedro Sardoni e Domingo Suárez organizaram a construção de balsas. O comando militar seria dos caciques Ignácio Abiarú, Nicolás Nhienguirú, Francisco Mbayroba e Azaray.
Além disso, conseguiram fazer com que o Papa Urbano VIII assinasse uma Bula que excomungava àqueles que caçavam nativos das reduções jesuíticas para escravizá-los. Esse documento não foi bem recebido em São Paulo, pois a cidade tinha como principal atividade econômica a caça de nativos da etnia guarani para revendê-los como escravos aos senhores de engenho do nordeste do Brasil.

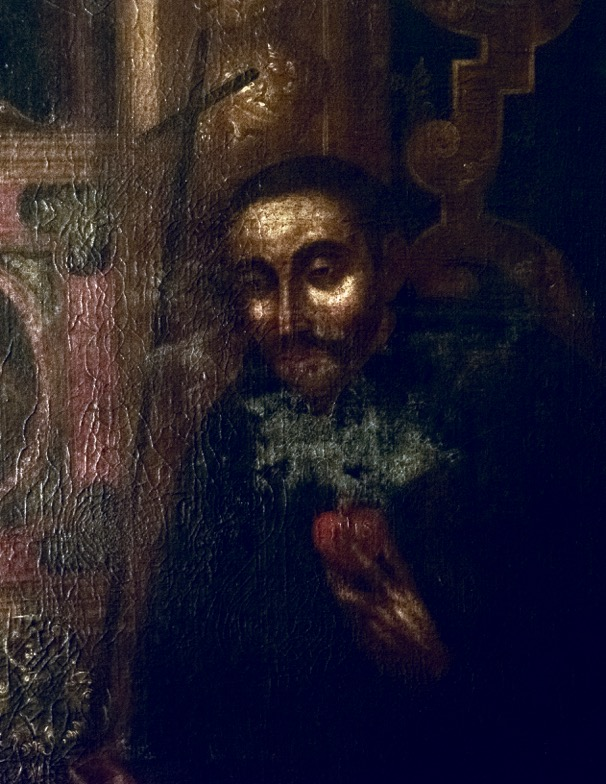
O padre peruano Antonio Ruiz de Montoya, pintura na Basílica San Pedro de Lima, Peru.

O jesuíta Antônio Ruiz de Montoya que liderava as Missões jesuíticas no oeste do Paraná, que foram destruídas pelos bandeirantes, foi recebido por Felipe IV e, no dia 21 de maio de 1640, o monarca autorizou o Vice Rei do Peru a fornecer armas aos guaranis e condenou a escravização de nativos que habitavam em reduções dirigidas pelos jesuítas. O governador de Buenos Aires, Pedro de Rojas y Acevedo, temendo a expansão portuguesa, enviou instrutores militares e armas para ajudar a defesa dos guaranis.

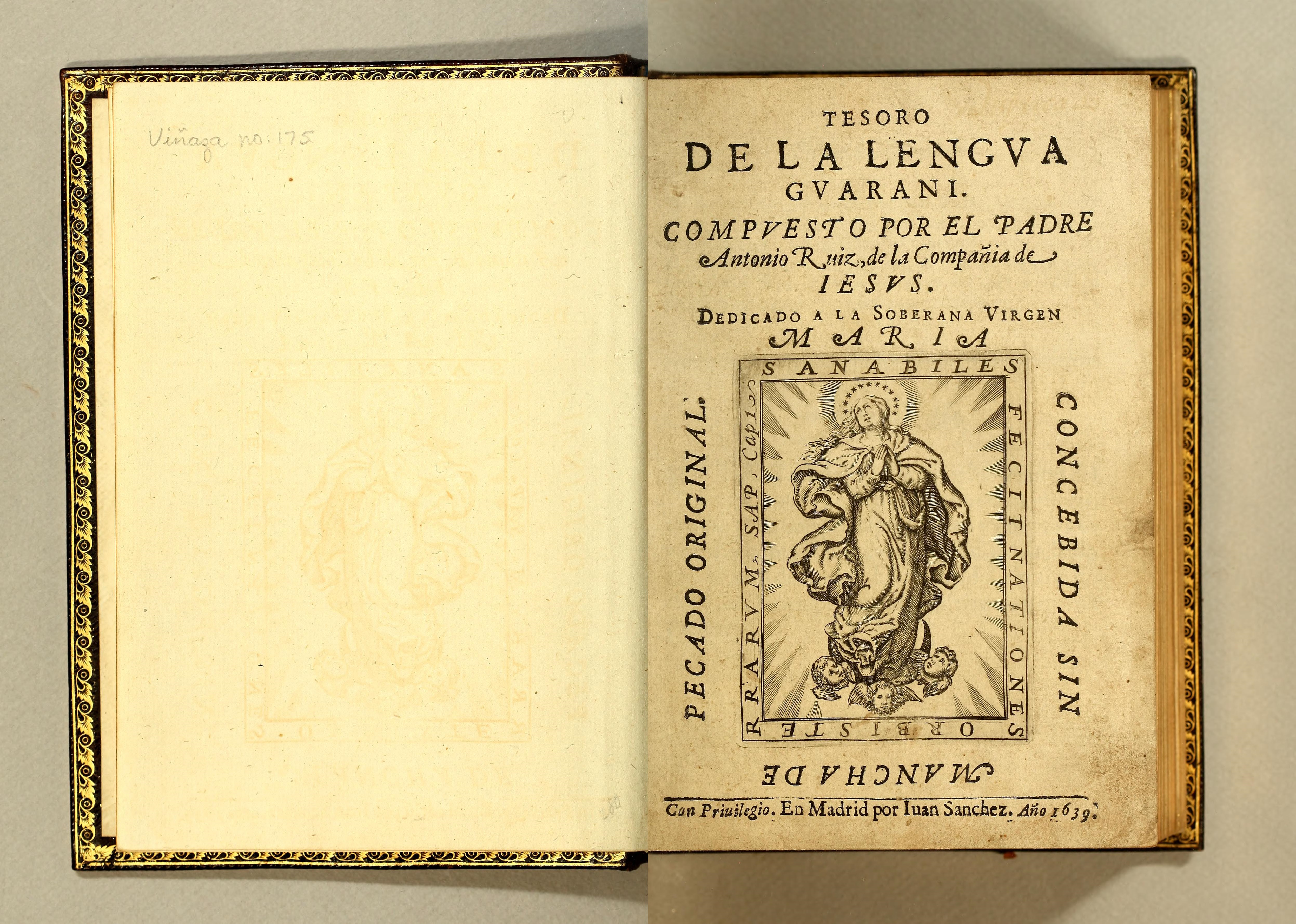
Tesoro de la Lengua Guaraní, 1639, escrito pelo jesuíta peruano Antonio Ruiz de Montoya. Foi o primeiro dicionário guarani-espanhol.

Em meados de 1640, o jesuíta Francisco Díaz Taño, então Procurador da Província Jesuítica do Paraguai, durante seu retorno da Europa, fez publicar no Rio de Janeiro a referida Bula e a condenação real contra aqueles que escravizavam nativos. Na época, ainda estava em vigor a União Ibérica, circunstância na qual o Rei da Espanha, também era o Rei de Portugal.
A publicação gerou uma revolta dos habitantes de cidades como o Rio de Janeiro, Santos, São Vicente e São Paulo contra os jesuítas, em um contexto no qual, a escravização dos nativos era uma importante atividade econômica no Brasil.
Houve uma reunião na Câmara Municipal de São Paulo na qual foi organizada uma grande expedição para atacar e destruir as reduções jesuíticas, vigar a derrota do bandeirante Pascoal Leite Pais em Caazapaguazú, prender os jesuítas e devolvê-los para a Espanha.
No início de setembro de 1640, partiu de São Paulo uma grande bandeira com cerca de 3 500 homens bem armados, liderados por Jerônimo Pedroso de Barros e Manuel Pérez. Dentre eles Antônio de Cunha Gago, Juan Leite e Pedro Nunes Dias. Esse contingente acampou no Rio Chapecó, onde construíram balsas para atacar as reduções.
No final de 1640, chegou aos jesuítas, por intermédio de Francisco Díaz Taño, a informação de que a grande bandeira estava a caminho para destruir muitas reduções. Mas os jesuítas já contavam com um força estimada em 4 200 homens, centenas de canoas e inclusive uma balsa com uma peça de artilharia. Embora maioria estivesse armada apenas com arcos e flechas, contavam com cerca de 300 arcabuzes e algumas peças de artilharias enviadas de Buenos Aires. Em 8 janeiro de 1641, ao saber do acampamento dos bandeirantes, o padre Cláudio Ruyer ordenou o agrupamento do exército guarani nas proximidades do Arroio Mbororé (atualmente denominado como "Once Vueltas"), na margem ocidental do Rio Uruguai, em território que atualmente pertence à Província de Misiones, na Argentina.

## A Batalha
No dia 25 de fevereiro de 1641, 8 canoas foram enviadas rio acima para coletar informações sobre o avanço dos bandeirantes. Esses guaranis tiveram uma escaramuça com os invasores e ao fugir foram perseguidos por canoas tripuladas por nativos da etnia tupi, mas foram salvos quando se aproximaram do restante do contingente guarani.
A batalha principal teve início no dia 11 de março de 1641, e durou cerca de cinco dias.
Os bandeirantes contavam com cerca de 700 canoas.
Algumas armas empregadas pelos guaranis eram bastante curiosas como uma catapulta que arremessava troncos em chamas e canhões de taquaruçu revestidos de couro que podiam disparar até quatro vezes.
Os bandeirantes foram derrotados na batalha fluvial e depois tiveram o acampamento cercado e foram perseguidos durante a fuga, desse modo apenas cerca de 120 integrantes da expedição conseguiram retornar à São Paulo.

## Segunda Batalha
Inconformados, os bandeirantes organizaram uma segunda expedição que chegou na região no final de 1641 e conseguiu agrupar alguns elementos da primeira expedição que estavam escondidos nas matas.
Fizeram um novo acampamento nas margens do Rio Yabotí Guazú mas foram atacados e forçados a fugir.
Depois dessa derrota, os bandeirantes deixaram de atacar as reduções dirigidas pelos jesuítas freando a expansão da América Portuguesa em direção ao sul, entretanto alguns anos depois ocorreriam novos ataques contra as reduções situadas na região do Itatim, que corresponde ao oeste do atual território do Estado do Mato Grosso do Sul.